# Гидански полуостров
Гида̀нският полуостров или Гидан (на руски: Гыда́нский полуостров) е полуостров на северното крайбрежие на Западен Сибир, между Обския и Тазовския заливи на запад и Енисейския залив на изток. Вдава се на около 400 km на север в Карско море и ширина около 400 km. Заема крайната североизточна част на Ямало-Ненецкия автономен окръг на Тюменска област и крайната северозападна част на Красноярски край на Русия.
Западното и източното му крайбрежие е слабо разчленено, а северното – силно разчленено. Тук дълбоко в сушата се вдават Гиданска (Гидански залив) и Юрацка губа (Юрацки залив), а навътре в морето навлизат дългия и тесен полуостров Явай и по компактните полуострови Мамонт и Юрацки.
Релефът представлява хълмиста равнина, изградена от морски и ледникови антропогенни наслаги. На юг равнината постепенно се издига в простиращото се почти по паралела Гиданско възвишение с височина до 144 m.
Климатът е суров. Средна януарска температура от –26 °C на север до –30 °C на югоизток, средна юлска – от 4 °C до 11,5 °C. Годишна сума на валежите 200 – 300 mm.
По полуострова протичат множество реки, най-големи от които са: Танама (влива се отляво в делтата на Енисей), Юрибей, Гида, Нгинесьояха (трите се вливат в Гиданска губа), Есяяха (в Юрацка губа), Антипайотаяха, Тотаяха (в Тазовска губа). Стотици езера, като най-големи са: Ямбуто, Периптавето, Хасато, Хучето, Ярато и др.
Преобладава мъхово-лишейната и храстова тундра, а на юг – рядка лесотундрова растителност.
На полуострова се развива лова, риболова и еленовъдството. Има находища на природен газ.
Известна археологическа находка, намерена на полуострова е скелет на мамут, който днес се съхранява в зоологическия институт в Санкт-Петербург.
Първите изследвания, описания и топографски снимки на полуострова са извършени от отряда на Дмитрий Овцин по време на Великата Северна експедиция 1736-42 г. През зимата на 1736-37 г. групата ръководена от Фьодор Степанович Прянишников топографски заснема и описва източния и северния бряг на полуострова, а групата на Михаил Григориевич Виходцев през 1737 г. – западния бряг и западните и южни брегове на Гиданска губа. На базата на техните топографски снимки на крайбрежието е изчертана карта на Гиданския полуостров, която се използва почти 200 години. През 1866 г. немския геолог и географ Фьодор Шмид изследва вътрешните части на полуострова и открива скелета на мамута, споменат по-горе. През 1927 г. се провежда комплексна геолого-географска експедиция на полуострова ръководена от руския геодезист и географ Борис Городков. Топографът на експедицията Иван Яковлевич Ермилов извършва подробни топографски снимки и астрономически наблюдения и на базата на неговите измервания е изчертана и издадена първата достоверна карта на целия полуостров.

## Топографска карта
- Топографска карта R-43,44; М 1:1 000 000[4]